# Lovasi András
Lovasi András (Pécs, 1967. június 20. –) Kossuth-díjas magyar zenész, énekes. A Kispál és a Borz együttes énekese, basszusgitárosa és dalszerzője, valamint a Kiscsillag zenekar gitárosa, énekese, zeneszerzője.

## Életrajza
1987-től a Pécsi Tudományegyetemen tanult földrajzot, ám később eltanácsolták. Első feleségétől két gyermeke született, Dóri (1992) és Eszter (1996).
2001-ben Bandi a hegyről címmel szólólemezt jelentetett meg.
2005-ben az ex-Kispálos Ózdi Rezsővel, Bräutigam Gáborral és Leskovics Gáborral megalapította a Kiscsillag zenekart.
2007-ben a Hangzó Helikon sorozatban Heidl György Lackfi János verseire írt dalait énekli.
2009-ben az európai parlamenti választáson a Lehet Más a Politika és a Humanista Párt által alakított listán a 16. helyen szerepelt.
Munkásságáért 2010. március 15-én, a magyar könnyűzenében eddig legfiatalabbként, mindössze 43 évesen vehette át a Kossuth-díjat.
2015-ben összeházasodott Földes Eszterrel. Gyermekük, Lovasi Álmos Fülöp 2018-ban született. 2024-ben elváltak.

## Díjak, kitüntetések
- Magyar Köztársasági Arany Érdemkereszt (2001)
- Budapestért díj (2005)
- Kossuth-díj (2010)

## Diszkográfia

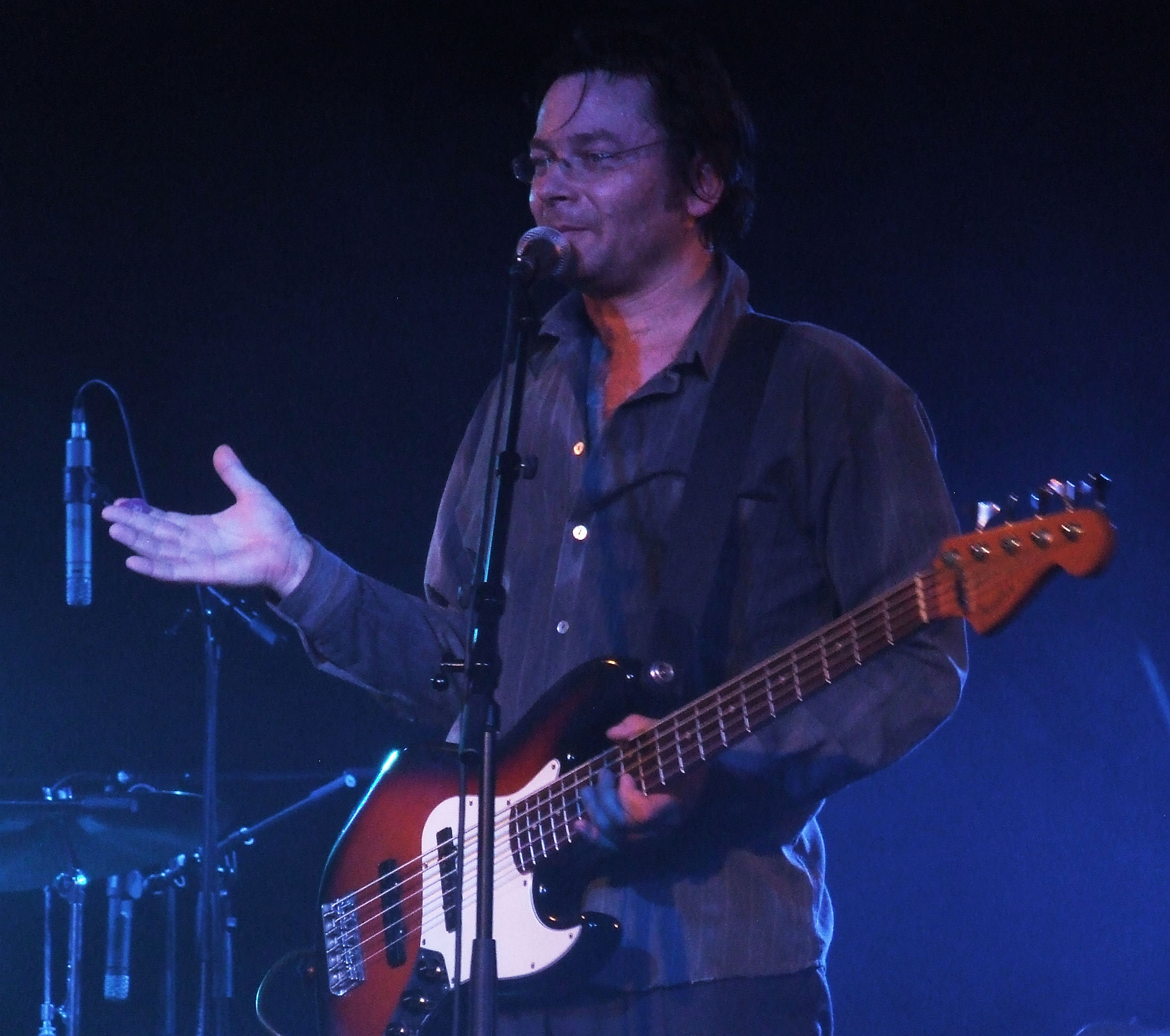
Lovasi a Kispál és a Borz zenekarral 2008-ban a szegedi Ifjúsági Házban

### Kispál és a Borz
- 1988: Kispál és a Borz (demó)
- 1989: Tökéletes helyettes 50 percig (demó)
- 1991: Naphoz Holddal (album)
- 1992: Föld kaland ilyesmi… (album)
- 1993: Ágy asztal tévé (album)
- 1994: Sika, kasza, léc (album)
- 1995: Élet a légypapíron (demó)
- 1995: Fák, virágok, fény (maxi)
- 1996: Ül (album)
- 1997: Kicsit (maxi)
- 1997: Bálnák, ki a partra (album)
- 1997: Happy Borzday (koncertalbum)
- 1998: Tesis a világ (maxi)
- 1998: Holdfényexpressz (album)
- 1999: Az nem lehet soha (maxi)
- 2000: Hang és fény (maxi)
- 2000: Velőrózsák (album)
- 2002: Élősködés – Budapest (koncertalbum)
- 2002: Élősködés – Debrecen (koncertalbum)
- 2002: Élősködés – Győr (koncertalbum)
- 2002: Élősködés – Miskolc (koncertalbum)
- 2002: Élősködés – Pécs (koncertalbum)
- 2002: Élősködés – Sopron (koncertalbum)
- 2002: Élősködés – Szeged (koncertalbum)
- 2002: Nagyon szerelmes lányok (EP)
- 2003: Turisták bárhol (album)
- 2003: Élősködés Tour 2002–2003 (koncertalbum)
- 2004: Én, szeretlek, téged (album)
- 2007: 20 év – A legjobb pillanatokért (válogatásalbum)
- 2007: 20 év – A szép estékért (koncertalbum)
- 2009: Koncert (koncertfilm)
- 2009: Többiektől (EP)
- 2009: Kötelező videók 1992–2009 (klipgyűjtemény)
- 2010: Napozz Holddal - A Kispálfilm (koncertfilm)
- 2010: Napozz Holddal - A Kispál búcsú (koncertalbum + a 2009-es EP)
- 2023: Beszorult mondat (album)

### Kiscsillag
- 2005: Kiscsillag (demo)
- 2006: Ha én lennék (maxi)

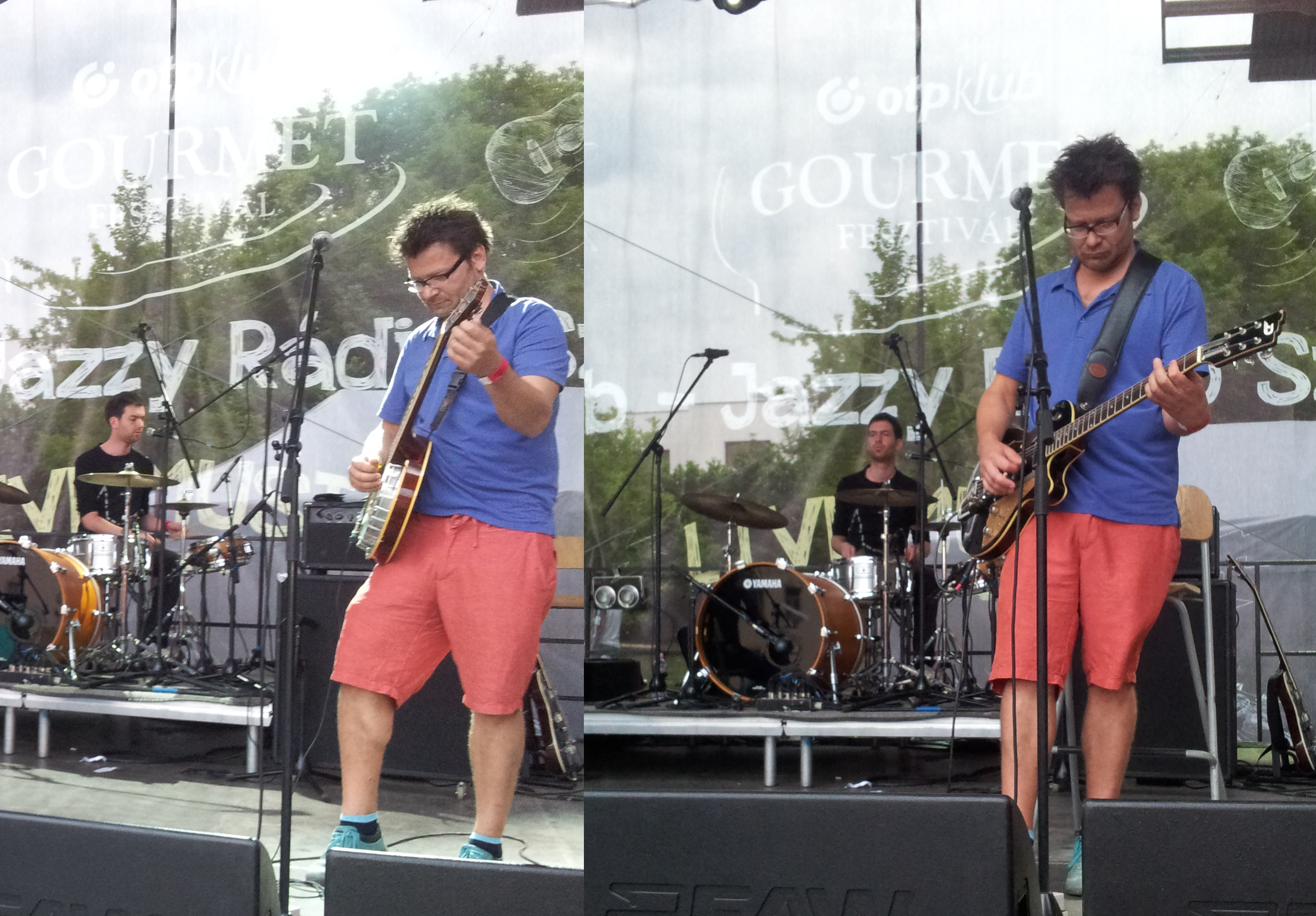
András a budapesti Gourmet Fesztiválon 2012. június 9-én a Kiscsillag együttessel. Háttérben a zenekar dobosa, Mihalik Ábel.

- 2006: Greatest Hits vol. 01. (album)
- 2008: Fishing On Orfű (maxi)
- 2008: Légy szíves (maxi)
- 2009: Örökre szívembe zártalak (album)
- 2011: Néniket a bácsiknak (album)
- 2014: Szeles (album)
- 2017: Semmi Konferencia (album)[7]
- 2020: Tompa kések (album)

### Szólólemezek
- 2001: Bandi a hegyről (album)
- 2019: Tűzijáték délben (album)

### Filmzene
- 1996: Csinibaba (filmzene)

## Filmográfia
- Csinibaba (1997)
- Nekem lámpást adott kezembe az Úr Pesten (1999)
- Visszatérés (Kicsi, de nagyon erős 2.) (1999)
- Anyád! A szúnyogok (2000)
- Kelj fel, komám, ne aludjál! (2002)
- Magyar szépség (2003)
- A mohácsi vész (2004)
- Sztornó (2006)
- Pécsi Szál (2019)[8]

## Kötetei
- Kispál és a Borz. Daloskönyv. Jutka, Emese, Pistike ésatöbbiek; zene Kispál és a Borz, szöveg Lovasi András; Alexandra, Pécs, 2001
- Lovasi András–Lackfi János: Heidl György dalai; ill. Losonczy István; Helikon, Bp., 2007 (Hangzó Helikon) + CD
- Lovasi. Idáig tudom a történetet; lejegyezte Lévai Balázs; Libri, Bp., 2014
- Még nem összes; Libri, Bp., 2017

### Interjúk
- "Nem hiszek a mozgalmakban" – Lovasi András zenész – interjú a Magyar Narancsban
- Lovasi András az Alternatívának: Magyarországon a popzenének van egy pejoratív jelentése – interjú az Alternatíva c. újságnak
- A gyászon már túl vannak Archiválva 2010. május 12-i dátummal a Wayback Machine-ben – interjú a Népszava napilapban.
- Lovasi András a búcsúról: Úristen, ez meghalt! – a Népszabadság interjúja